# Bohumil Páník
Bohumil Páník (ur. 31 grudnia 1956 w Przylepach) – czeski trener piłkarski. 

## Życiorys
Ukończył studia na Uniwersytecie Palackiego w Ołomuńcu (studiował pedagogikę), posiada licencję trenerską UEFA Pro Licence. Jako piłkarz grał w FK Zlín, Dukli Bańska Bystrzyca, Dukli Tábor i ponownie FK Zlín (bez występów w I lidze).
Od FK Zlín rozpoczął swoją karierę trenerską, później pracował jako asystent Wernera Lički w Baníku Ostrawa i reprezentacji młodzieżowej Czech do lat 16. W rundzie jesiennej sezonu 2001/2002 trenował II ligowy FK Svit Zlín, następnie Sigmę Ołomuniec (od marca do października 2002). W rundzie wiosennej sezonu 2002/2003 (od 12 lutego do 6 czerwca 2003) był trenerem Lecha Poznań. Następnym klubem trenowanym od 29 grudnia 2003 przez Páníka była III ligowa Miedź Legnica. 
W sezonie 2004/2005 od 8 października 2004 trenował Pogoń Szczecin. W trakcie rundy wiosennej został zwolniony i 11 maja 2005 zastąpiony przez Bogusława Pietrzaka. 23 sierpnia 2005 powrócił do pełnienia obowiązków pierwszego szkoleniowca „Portowców” i prowadził drużynę przez całą rundę jesienną sezonu 2005/2006 oraz dwie kolejki rundy wiosennej rozegrane jeszcze w 2005 roku. Zimowy okres przygotowawczy 2005/2006 oznaczał dla Bohumila Páníka kolejną zmianę funkcji – po niemal zupełnej wymianie składu zespołu i zatrudnieniu przez właściciela klubu Antoniego Ptaka kilkunastu piłkarzy z Brazylii oraz brazylijskiego trenera José Carlosa Serrão, Páník objął posadę drugiego trenera drużyny (tzw. trenera-koordynatora odpowiedzialnego za przygotowanie taktyczne zespołu). W związku z nieuzyskaniem licencji trenerskiej UEFA Pro przez José Serrão, Bohumil Páník od 7 marca 2006 objął ponownie stanowisko pierwszego trenera Pogoni. Drużynę prowadził do 18 kwietnia 2006, kiedy to zastąpiony został przez Mariusza Kurasa. Pozostał w klubie na stanowisku trenera-koordynatora i przeniesiony do pracy w Brazylii – w ośrodku szkoleniowym Antoniego Ptaka w Jacareí pod São Paulo. 